# Bjarni Grimolfsson
Bjarni Grimolfsson es un personaje de la saga de Erik el Rojo, un vikingo del siglo X de Breiðafjörður en Islandia a quien se le imputa el descubrimiento de las costas de Vinland en oposición a la versión de la saga de los groenlandeses que otorga más protagonismo a Bjarni Herjólfsson.

## Descubrimiento de América
Bjarni acompañó a su socio Thorhall Gamlason a Groenlandia y permanece junto a Erik el Rojo. Más tarde se unió a la expedición de Thorfinn Karlsefni hacia Vinland. 
Durante el regreso de su exploración a su asentamiento de Vinland, la nave de Bjami Grimolfsson se desvió de su trayecto y entró en aguas infestadas de bromas, antes de darse cuenta de que la nave había sido contaminada y había comenzado a hundirse. Normalmente este tipo de moluscos no pueden penetrar en la madera tratada con sellado de grasa y brea, pero cuando fueron a revisar la situación se dieron cuenta de que la nave no soportaría más peso que a la mitad de los tripulantes.
Bjarni decidió que harían un sorteo, y no haría elección por el rango, al principio todos querían salvarse pero se dieron cuenta de que tenía razón y aceptaron el sorteo. A Bjarni le tocó el bote, pero un joven muchacho le recordó que no le había prometido eso cuando había partido de la hacienda de su padre en Islandia y entonces Bjarni cambió su lugar y se quedó en la nave, aceptando su destino.
Según los supervivientes del bote que llegaron al asentamiento, posiblemente Bjarni y todos los que se quedaron perecieron pues al no regresar habían supuesto que la nave no soportó la presión de los moluscos y el peso de la tripulación.